# Edotreotide
Edotreotide (USAN, tên mã là SMT487, còn được gọi là (DOTA 0 - Phe 1 - Tyr 3) octreotide, hoặc DOTATOC) là một chất, khi được liên kết với các loại hạt nhân phóng xạ khác nhau, được sử dụng trong điều trị và chẩn đoán một số loại ung thư.
Nó đã là đối tượng của một thử nghiệm của Viện Ung thư Quốc gia để xác định tác dụng của nó ở bệnh nhân ung thư trẻ (đến 25 tuổi) về khả năng xác định vị trí các tế bào ung thư ác tính mà không gây hại cho các tế bào bình thường. Các bệnh ung thư cụ thể được đưa vào thử nghiệm bao gồm u nguyên bào thần kinh, khối u não ở trẻ em và ung thư đường tiêu hóa.